# Mặt trận Miến Điện (1944–1945)
Mặt trận Miến Điện 1944 - 1945 là các chiến dịch quân sự diễn ra tại Miến Điện trong Chiến tranh thế giới thứ hai từ tháng 11 năm 1944 đến tháng 8 năm 1945 giữa khối Đồng Minh bao gồm Đế quốc Anh, Trung Hoa Dân quốc, Hoa Kỳ  và khối Trục chủ yếu gồm Đế quốc Nhật Bản được hỗ trợ bởi Thái Lan, Quốc gia Miến Điện và Ấn Độ tự do. Lực lượng Đế quốc Anh được huy động từ chính quốc Anh, Ấn Độ thuộc Anh và Châu Phi.
Một phần do mưa bởi gió mùa làm cho các hoạt động chiến dịch hiệu quả chỉ có thể tiến hành trong một nửa của năm, chiến dịch Miến Điện là chiến dịch dài nhất trong Chiến tranh Thái Bình Dương. Trong mùa chiến dịch năm 1942, quân đội Nhật Bản đã đánh chiếm Miến Điện và đẩy lùi các lực lượng của Đế quốc Anh và Trung Hoa khỏi đất nước này và buộc chính quyền Anh ở Miến Điện phải di tản sang Ấn Độ. Sau khi tiến hành vài cuộc phòng ngự thành công vào năm 1943, Nhật Bản quyết định đón đầu các cuộc phản công của Đồng Minh năm 1944 bằng cách mở cuộc tấn công đánh chiếm Ấn Độ (Chiến dịch U-Go). Tuy nhiên cuộc tấn công đã thất bại với thiệt hại nặng nề cho người Nhật.
Trong mùa chiến dịch từ cuối năm 1944, Đồng Minh mở một số cuộc tấn công nhằm vào Miến Điện. Lực lượng Hoa Kỳ và Trung Quốc tiến từ cực bắc Miến Điện hợp với quân Trung Hoa tiến về Vân Nam, điều đó cho phép khối Đồng Minh hoàn thành Đường Miến Điện trong những tháng cuối cùng của chiến tranh. Tại tỉnh ven biển Arakan, quân Đồng minh đổ bộ và chiếm được các hòn đảo quan trọng ngoài khơi và gây ra thương vong lớn, mặc dù người Nhật giữ vững được một số vị trí cho tới cuối chiến dịch. Tại miền Trung Miến Điện, Đồng Minh vượt sông Irrawaddy và tiêu diệt khối quân chính của Nhật tại mặt trận này. Sau đó Đồng Minh tiến về Rangoon, thủ đô và cảng chính của Miến Điện. Đạo quân hậu tập của Nhật Bản định ngăn cản Đồng Minh cho đến mùa gió tiếp theo nhưng Nhật Bản đã phải bỏ lại thành phố cho quân đổ bộ và không quân của Đồng Minh.
Trong hoạt động quân sự cuối cùng ngay trước lúc chiến tranh kết thúc, khối quân Nhật bị cô lập ở Miền Nam Miến Điện định phá vây và vượt qua sông Sittang, nhưng họ đã phải chịu tổn thất nặng nề.

## Bối cảnh

### Kế hoạch của Đồng Minh
Khi mùa mưa gió mùa hết thúc cuối năm 1944, quân Đồng Minh chuẩn bị các cuộc tấn công quy mô lớn vào vùng Miến Điện bị Nhật Bản chiếm đóng. Đầu não của lực lượng Anh, Mĩ và Ấn Độ ở mặt trận này là Bộ Tư lệnh Đông Nam Á, đóng tại Kandy thuộc đảo Tích Lan và đứng đầu bởi Đô đốc Louis Mountbatten. Bộ Tư lệnh đặt ra ba kế hoạch chính có từ tháng 7 năm 1944.
- Kế hoạch "X": Kế hoạch chính được tiến hành bởi Bộ Tư lệnh Tác chiến Khu vực phía Bắc(viết tắt: NCAC) do Hoa Kỳ dẫn đầu và được Tập đoàn quân 14 của Anh hỗ trợ. Lực lượng này xuất phát từ Mogaung và Myitkyina đã được chiếm lại từ giữa năm 1944 và hợp binh với Quốc dân Cách mệnh quân của Trung Hoa Dân quốc tấn công từ tỉnh Vân Nam do tướng Vệ Lập Hoàng chỉ huy tiến về Lashio. Mục tiêu của kế hoạch X là hoàn thành Đường Ledo nối Assam của Ấn Độ thuộc Anh với Vân Nam, bổ sung cho lực lượng vận tải Cái Bướu cung cấp phương tiện chiến tranh cho Trung Quốc.
- Kế hoạch "Y": Do Tập đoàn quân 14 của Anh tiến hành, vượt sông Chindwin tiến vào miền Trung Miến Điện và đánh chiếm Mandalay và hợp binh với quân Vân Nam Trung Hoa và NCAC tại Maymyo, khoảng 32 km phía đông Mandalay.
- Kế hoạch "Z": Trong kế hoạch này, về sau được tiến hành dưới tên Chiến dịch Dracula, mục tiêu chính là đổ bộ và tấn công bằng không quân vào Rangoon, thủ đô và cảng chính của Miến Điện. Nếu thành công, Đồng Minh sẽ cô lập được quân Nhật ở Miến Điện khỏi đường tiếp vận và buộc Nhật phải rút lui khỏi Miến Điện.

Trong khi các kế hoạch trên được nghiên cứu, Đồng Minh thấy rằng nguồn khí tài cho kế hoạch Z (tàu đổ bộ, tàu sân bay,v.v) chưa thể cung cấp cho đến khi cuộc chiến ở Châu Âu kết thúc. Mountbatten tuy thế dự tính tiến hành kế hoạch Y và Z đồng thời nhưng kế hoạch Y được chấp nhận trước và được đổi tên thành Chiến dịch Capital. Trong đó, Tập đoàn quân 14 (được hỗ trợ bởi Liên đoàn bay 221 của Không lực Hoàng gia) có thể mở cuộc tấn công chính vào Miền Trung Miến Điện, nơi mà địa hình và hệ thống đường sá ủng hộ lực lượng cơ giới và thiết giáp Anh quốc. Cuộc tấn công phụ được tiến hành bởi NCAC và quân Vân Nam (được hỗ trợ bởi Không lực 10 và 14 của Hoa Kỳ) của với mục tiêu là Lashio, trong khi Quân đoàn XV (hỗ trợ bởi Liên đoàn bay 224) chiếm tỉnh ven biển Arakan (nay là bang Rakhine) và chiếm đóng cùng với xây dựng các sân bay cho Tập đoàn quân 14.

### Kế hoạch của Nhật Bản

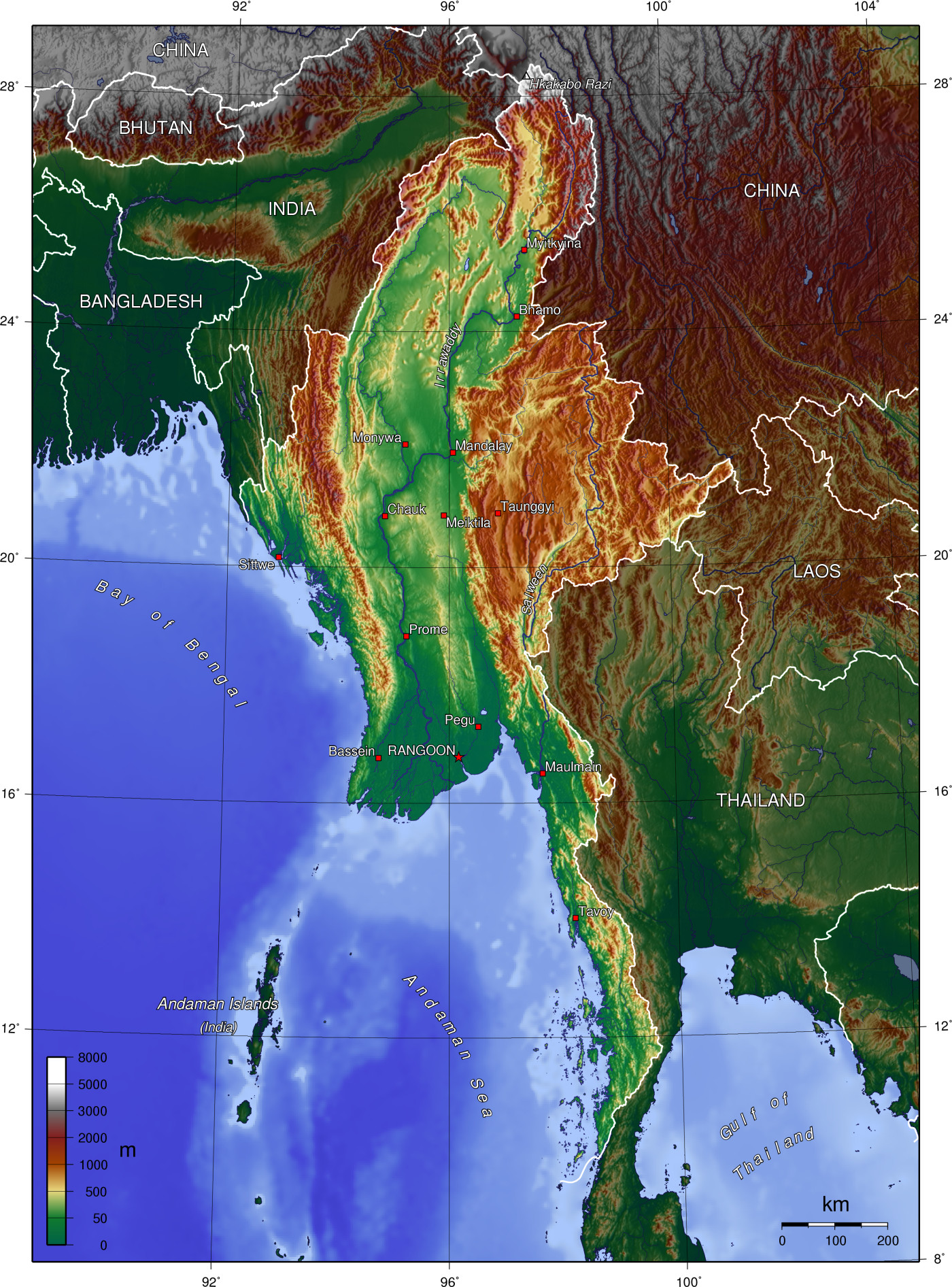
Bản đồ địa hình Miến Điện

Với hậu quả của những sự thất bại trong năm trước, Nhật Bản thực hiện những sự thay đổi lớn trong hệ thống chỉ huy ở Miến Điện. Sự thay đổi quan trọng nhất là việc cử Trung tướng Heitarō Kimura chỉ huy Phương diện quân Miến Điện, thay cho tướng Masakazu Kawabe. Kimura vốn là một chuyên gia hậu cần từng giữ chức Thứ trưởng bộ Chiến tranh, và người Nhật hy vọng rằng ông sẽ sử dụng nguồn tài nguyên thiên nhiên và cơ sở công nghiệp của Miến Điện để làm cho lực lượng của ông có thể tự cung tự cấp. Tuy thế, Đạo quân Phương Nam, vốn nắm quyền chỉ huy tuyệt đối trên lực lượng của Nhật ở Đông Nam Á và một phần Thái Bình Dương, chỉ huy bởi Nguyên soái Hisaichi Terauchi, đưa thêm 60000 quân để củng cố lực lượng của Kimura, với thiết bị cho 3 sư đoàn bộ binh cùng 500 xe tải và 2000 đàn súc vật thông qua đường tiếp vận. Các cuộc tập kích bằng không quân của Đồng Minh phá vỡ tuyến vận tải của Nhật Bản qua Đường sắt Miến Điện và Cảng Rangoon, do đó chỉ có 30000 quân tiếp viện đến được nước này. Cùng với áp lực từ chiến trường Thái Bình Dương, Terauchi còn rút bớt một vài đơn vị khỏi Miến Điện giữa chiến dịch.
Mặc dù Đồng Minh biết rằng người Nhật sẽ chiến đấu càng xa càng tốt trên sông Chindwin, Kimura nhận ra phần lớn các đơn vị Nhật Bản đã suy yếu sau khi hứng chịu tổn thất nặng nề trong các trận đánh năm ngoái và thiếu thốn phương tiện. Để tránh gặp bất lợi khi đánh trên sông Chindwin hay đồng bằng Shwebo giữa sông Chindwin và sông Irrawaddy, nơi mà địa hình chỉ có tương đối ít chướng ngại cho thiết giáp và cơ giới của Anh quốc, Kimura cho triệt thoái Tập đoàn quân 15 về phía sau sông Irrawaddy để họ có thể phòng ngự trước Tập đoàn quân 14 của Anh. Tập đoàn quân 28 tiếp tục phòng thủ Arakan và hạ lưu sông Irrawaddy, trong khi Tập đoàn quân 33 cố gắng ngăn chặn sự hoàn thành con đường bộ nối Trung Hoa và Ấn Độ bằng cách phòng thủ thành phố Bhamo và Lashio và tiến hành chiến tranh du kích.

### Miến Điện
Một nhân tố trở nên đáng chú ý trong lúc chiến dịch diễn ra là sự thay đổi thái độ của người dân Miến Điện. Trong cuộc xâm chiếm Miến Điện năm 1942, nhiều người trong dân tộc đa số là Miến chủ động hỗ trợ quân đội Nhật Bản. Mặc dù người Nhật đã lập ra chính phủ độc lập trên danh nghĩa của Miến Điện dưới quyền Ba Maw (Quốc gia Miến Điện) và Quân đội quốc gia Miến Điện dưới quyền Aung San, họ vẫn là thế lực cai trị trên thực tế ở đây. Sự thống trị hà khắc và những thiếu thốn trong chiến tranh làm cho người Miến quay lại chống đối Nhật Bản.
Aung San theo đuổi một liên minh với Thakin Soe, người lãnh đạo một tổ chức nổi dậy theo Chủ nghĩa Cộng sản ở phía Nam Arakan từ năm 1943. Họ thành lập Tổ chức chống Phát xít và dự định chống lại Nhật Bản ở vài mức độ nhưng Thakin Soe ngăn Aung San khỏi sự nổi loạn không hạn chế cho đến khi Đồng Minh có chỗ đứng vững chắc trở lại tại Miến Điện. Đầu năm 1945, Aung San nhận sự hỗ trợ của tổ chức liên lạc của Đồng Minh là Lực lượng 136, tổ chức từng hỗ trợ kháng chiến của người thiểu số Karen. Mặc dù có vài tranh cãi trong lực lượng Đồng minh, Mountbatten cuối cùng quyết định là Aung San nên được hỗ trợ. Lực lượng 136 giờ đây sẽ động viên toàn bộ Quân đội Quốc gia Miến Điện đi theo Đồng Minh.

## Mặt trận phía Nam Miến Điện

Lính thủy đánh bộ Hoàng gia Anh đảo Ramree

Tập đoàn quân 28 Nhật Bản (bao gồm Sư đoàn 54, Sư đoàn 55 và Lữ đoàn hỗn hợp độc lập 72), chỉ huy bởi Trung tướng Shozo Sakurai, phòng thủ vùng ven biển tỉnh Arakan và phía Nam thung lũng Irrawaddy. Sư đoàn 54 Nhật phòng ngự bán đảo Mayu và sông Kaladan, trong khi Sư đoàn 55 đóng ở một vài cảng và một phần ở miền Nam Miến Điện và Lữ đoàn hỗn hợp độc lập 72 giữ các giếng dầu ở Yenangyaung bên sông Irrawaddy.
Lực lượng Đồng Minh ở Arakan bao gồm quân đoàn XV Ấn Độ chỉ huy bởi tướng Philip Christison. Mục tiêu chính đầu tiên của Quân đoàn là đảo Akyab ở tận cùng của bán đảo Mayu. Trên đảo có một cảng và một sân bay quan trọng mà Đồng Minh muốn dùng như một căn cứ để tiếp tế bằng đường không cho binh lính ở Miền Trung Miến Điện. Một nỗ lực để đánh chiếm hòn đảo vào năm 1943 đã thất bại, và cuộc tấn công vào đầu năm 1944 có tiến bộ hơn nhưng lại bị hủy do mưa gió mùa và sự thiếu thốn tài nguyên.
Sau khi mùa gió kết thúc vào cuối năm 1944, Quân đoàn XV trở lại tấn công Akyab và đây là năm thứ ba của nỗ lực đánh chiếm đảo. Sư đoàn 25 Ấn Độ tiến vào Điểm Foul và Rathedaung ở cuối bán đảo Mayu, được tiếp tế bởi tàu đổ bộ vào bãi biển để tránh nguy cơ quân Nhật tấn công vào đường tiếp vận. Sư đoàn 82 Tây Phi khai thông thung lũng sông Kalapanzin trước khi vượt qua một dãy núi để tiến vào thung lũng sông Kaladan, trong khi Sư đoàn 81 Tây Phi tiến xuống dọc theo sông Kaladan, đi lại hướng di chuyển mà họ đã thực hiện đầu năm 1944. Hai sư đoàn châu Phi này hội quân ở Myohaung gần cửa sông Kaladan, cắt đứt đường tiếp tế của người Nhật ở bán đảo Mayu. Người Nhật rút khỏi đảo Akyab vào ngày 31 tháng Mười Hai năm 1944 và Quân đoàn XV chiếm giữ hòn đảo vào 2 ngày sau mà không gặp sự kháng cự nào.
Sư đoàn 82 tiếp theo tấn công về phía Nam dọc theo đồng bằng ven biển, trong khi Sư đoàn 25 Ấn Độ và Lữ đoàn Biệt kích số 3 tạo gọng kìm tiêu diệt quân Nhật bởi cuộc đổ bộ xa hơn về phía Nam. Đơn vị đầu tiên đổ bộ thành công là Tiểu đoàn Biệt kích số 42 (Thủy quân lục chiến Hoàng gia) ở mặt Đông Nam bán đảo Myebon vào ngày 12 tháng Một năm 1945. Trong vài ngày sau, các đơn vị biệt kích và một Lữ đoàn của Sư đoàn 25 quét sạch quân Nhật ở bán đảo và ngăn chặn họ sử dụng đường thủy dọc bờ biển Arakan.

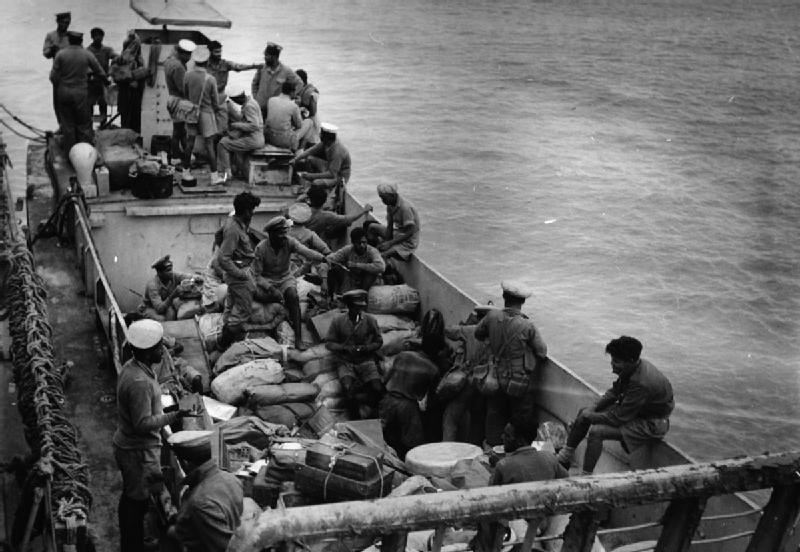
Binh sĩ Hải quân Hoàng gia người Ấn Độ trên tàu đổ bộ trong trận chiến hiệp đồng binh chủng ở Myebon, tháng Một năm 1945

Vào ngày 22 tháng Một, Lữ đoàn Biệt kích 3 đổ bộ lên bãi biển Daingbon Chaung do Tiểu đoàn Biệt kích số 1 dẫn đầu. Sau khi kiểm soát bãi biển, quân Anh tiến sâu vào đất liền và bước vào cuộc chiến đấu cực kì quyết liệt với quân Nhật. Đến đêm hôm sau, một Lữ đoàn của Sư đoàn 25 đổ bộ để yểm trợ. Trận chiến quanh bãi biển bao gồm những cuộc xáp lá cà khi người Nhật nhận ra nguy cơ bị bao vây và họ đã tung toàn bộ lực lượng có thể vào trận đánh. Lực lượng biệt kích và Ấn Độ tìm cách lật ngược tình thế của trận đánh và họ chiếm được làng Kangaw vào ngày 29 tháng Một. Trong khi ấy, lực lượng ở bán đảo Myebon hội quân với Sư đoàn 82 đánh qua đường bộ hướng đến Kangaw. Bị tấn công bởi Sư đoàn 82 và lực lượng Đồng Minh vốn ở Kangaw, người Nhật buộc phải tháo chạy tán loạn, bỏ lại hàng ngàn xác chết và phần lớn khí tài nặng.
Sau khi chiếm giữ hoàn toàn được vùng ven biển, Đồng Minh tự do xây dựng căn cứ không quân mà có thể được hỗ trợ qua đường biển từ hai hòn đảo ngoài khơi, đảo Ramree và đảo Cheduba. Đảo Cheduba, là hòn đảo nhỏ hơn, không có quân Nhật chiếm giữ trong khi Trận đảo Ramree kéo dài 6 tuần kể từ cuộc đổ bộ đầu tiên của Sư đoàn 26 Ấn Độ trước khi những người còn sống sót của lực lượng nhỏ nhưng ngoan cường của Nhật rút lui khỏi đảo này, sau khi hứng chịu tổn thất nặng do bệnh tật, đói khát.
Sau những hoạt động quân sự trên, nhiệm vụ của quân đoàn XV đã được rút ngắn để tung ra máy bay vận tải để hỗ trợ Tập đoàn quân 14. Sư đoàn 81 và Lữ đoàn tăng 50 Ấn Độ rút về Ấn Độ. Cuộc đánh vào sườn quân Nhật của Sư đoàn 82 và Sư đoàn 26 Ấn Độ qua vùng đồi Ann và Toungup bị hoãn lại hoặc bị hủy và lực lượng này rút về ven biển. Do đó, quân Nhật đã phòng thủ thành công cảng Toungup và các đèo Ann và Toungup cho đến giai đoạn cuối cùng của chiến tranh.

## Mặt trận phía Bắc Miến Điện

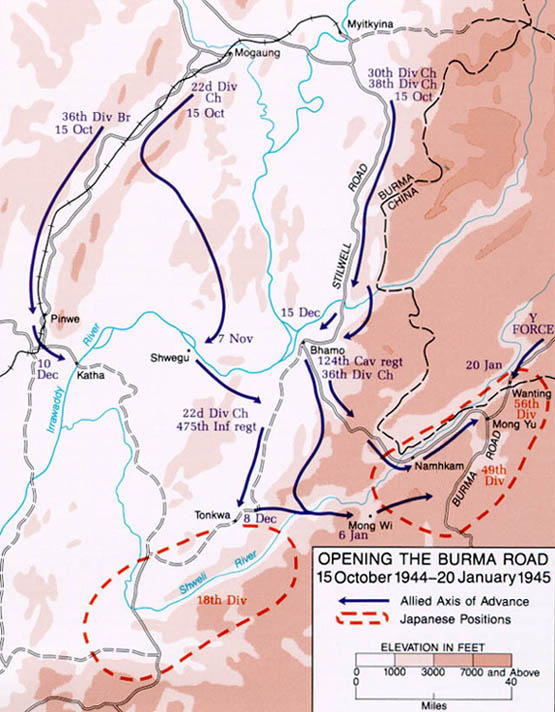
Sơ đồ chiến dịch thực hiện bởi NCAC

Tập đoàn quân 33 của Nhật Bản, chỉ huy bởi Trung tướng Masaki Honda, phòng thủ miền Bắc Miến Điện trước các cuộc tấn công từ Vân Nam và miền Bắc Ấn Độ. Sư đoàn 18 của Nhật đối đầu với lực lượng NCAC, chỉ huy bởi Trung tướng Daniel Isom Sultan, lực lượng này sẽ tiến xuống phía Nam từ Myitkyina và Mogaung mà quân Đồng Minh đã chiếm được trong năm 1944. Trong khi đó, sư đoàn 56 của Nhật đối đầu với đạo quân từ Vân Nam của tướng Vệ Lập Hoàng.
Mặc dù Tập đoàn quân 33 bị cưỡng bách phải từ bỏ phần lớn lực lượng tiếp viện mà nó nhận được vào năm trước, hoạt động của NCAC bị giới hạn từ cuối năm 1944 trở đi khi nhiều binh lính thoái lui bằng đường không để đối đầu với các cuộc tấn công của Nhật Bản ở Trung Hoa. Trong Chiến dịch Ấu trùng sâu (Grubworm), các sư đoàn 14 và 22 của Trung Quốc bay qua Myitkyina để phòng thủ các sân bay quanh Côn Minh, vốn có vị trí quan trọng đối với việc tiếp vận bằng đường không cho Trung Hoa. Tuy thế, Bộ Tư lệnh quyết định tiếp tục tiến hành cuộc tấn công.
Bên sườn phải của NCAC, Sư đoàn 36 Anh quốc, mà được Bộ tư lệnh điều động đến thay thế lực lượng Chindits vào tháng Bảy năm 1944, tiến về phía Nam qua "Thung lũng đường sắt" từ Mogaung đến Indaw. Sư đoàn này bắt được liên lạc với Sư đoàn 19 Ấn Độ gần Indaw vào ngày 10 tháng 12 năm 1944 và từ đó Tập đoàn quân 14 và NCAC có được thế trận liên tục. Bên cánh trái của tướng Sultan, Tân Nhất quân của Trung Quốc, chỉ huy bởi Tôn Lập Nhân và bao gồm Sư đoàn 30 và 38, tiến từ Myitkyina tới Bhamo. Người Nhật chống trả trong một vài tuần nhưng Bhamo thất thủ vào ngày 15 tháng Mười hai. Một đạo quân khác của Trung Quốc, Tân Lục quân, do Liêu Diệu Tương chỉ huy và bao gồm Sư đoàn 50, xâm nhập qua khu vực địa hình hiểm trở giữa hai cánh quân trên để đe doạ đường tiếp vận của người Nhật.
Đạo quân của Tôn Lập Nhân liên lạc với quân của Vệ Lập Hoàng từ Vân Nam tới tại Hsipaw vào ngày 21 tháng Một năm 1945 và đường Ledo cuối cùng đã được hoàn thành. Đoàn xe tải tiếp vận đầu tiên tới Côn Minh vào ngày 4 tháng Hai , tuy nhiên vào thời điểm này của cuộc chiến, giá trị của đường Ledo trở nên không quá cần thiết do con đường này không tác động nhiều nữa đến cục diện tại Trung Hoa.
Sau khi mất Lashio vào ngày 7 tháng Ba, người Nhật cho triệt thoái Sư đoàn 18 từ mặt trận phía Bắc để đối đầu với Tập đoàn quân 14 tại miền Trung Miến Điện. Ngày 12 tháng Ba, Tổng hành dinh Tập đoàn quân 33 cũng được điều đi, chỉ để lại Sư đoàn 56 tại mặt trận này. Đơn vị này cuối cùng cũng phải rút lui vào cuối tháng Ba đầu tháng Tư.
Từ ngày 1 tháng Tư, hoạt động của NCAC tại Miến Điện chấm dứt và lực lượng này chuyển về Trung Quốc. Sư đoàn 36 tiến về Mandalay, nơi đã được giải phóng hồi tháng Ba và sau đó họ rút về Ấn Độ.

## Mặt trận miền Trung Miến Điện
Tập đoàn quân 15 Nhật Bản, chỉ huy bởi Trung tướng Shihachi Takamura, chiến đấu tại trung tâm của mặt trận Miến Điện. Đạo quân này rút về bên kia sông Irrawaddy, dàn đạo quân hậu tập để làm trì hoãn cuộc tấn công của Đồng Minh. Một cứ điểm được đặt ở vùng đồi Sagaing.
Tập đoàn quân 15 bao gồm Sư đoàn 15, Sư đoàn 31 và Sư đoàn 33. Ngoài ra còn có lực lượng dự trữ là Sư đoàn 53, nhưng đơn vị này được chỉ huy trực tiếp từ Phương diện quân Miến Điện. Trong khi chiến dịch diễn ra, sở chỉ huy của Tập đoàn quân 33 và một phần của Sư đoàn 2 và Sư đoàn 49 củng cố lực lượng của Nhật ở khu vực này.
Tập đoàn quân 14 Anh quốc, dưới quyền Trung tướng William Slim, phụ trách hướng tấn công chính của Đồng Minh dưới mật danh Chiến dịch Capital nhằm vào miền Trung Miến Điện. Tập đoàn quân 14 bao gồm Quân đoàn IV của tướng Frank Messervy và quân đoàn XXXIII của tướng Montagu Stopford, tổng cộng gồm 6 sư đoàn bộ binh, 2 lữ đoàn thiết giáp và 3 lữ đoàn bộ binh độc lập. Sự hạn chế của lực lượng dàn quân của Tập đoàn quân 14 là tiếp tế.
Do đó một hệ thống được thiết kế cẩn thận bao gồm khối lượng vận tải lớn bằng đường không được đưa ra, và các dự án xây dựng lớn được tiến hành để cải tiến đường sá từ Ấn Độ sang Miến Điện và sử dụng hệ thống đường sông.
Binh lực của cả hai quân đoàn thuộc Tập đoàn quân 14 vượt sông Chindwin và tấn công vào đồng bằng Shwebo, quân đoàn IV bên cánh trái và quân đoàn XXXIII bên cánh phải. Sau vài ngày chiến đấu, khi quân Anh nhận ra rằng người Nhật đã rút ra bên kia sông Irrawaddy, kế hoạch tác chiến vội vã thay đổi. Giờ đây, chỉ quân đoàn XXXIII tiếp tục tấn công vào đồng bằng Shwebo, được yểm hộ bởi một sư đoàn của quân đoàn IV vốn đã được điều sang bên kia sông Chindwin; trong khi lực lượng chính của quân đoàn IV chuyển sang cánh phải theo hướng tấn công vào Thung lũng Gangaw phía tây sông Chindwin. Quân Anh định vượt sông Irrawaddy ở gần thành phố Pakokku và chiếm điểm chính của đường tiếp vận của người Nhật tại trung tâm Meiktila. Hệ thống phát thanh được sử dụng để nghi binh người Nhật rằng mục tiêu chính của cả hai quân đoàn vẫn là Mandalay. Kế hoạch mới là một thành công. Ưu thế không quân của Đồng Minh và sự hiện diện mỏng của Nhật cho thấy rằng Nhật Bản không nhận ra sức mạnh của lực lượng đang di chuyển tới Pakokku.

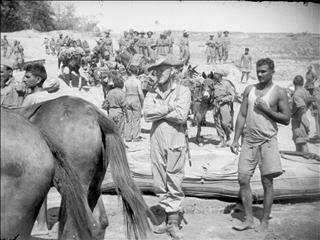
Binh lính thuộc Sư đoàn 20 Ấn Độ vượt sông Irrawaddy một dặm cách Myinmu, tháng Hai năm 1945

Trong tháng Một và tháng Hai, quân đoàn XXXIII (bao gồm Sư đoàn 2 Anh quốc, Sư đoàn 19 Ấn Độ, Sư đoàn 20 Ấn Độ, Lữ đoàn 268 Ấn Độ và Lữ đoàn tăng 254 Ấn Độ) phát quang đồng bằng Shwebo và thiết lập cứ điểm trên sông Irrwaddy gần Mandalay. Chiến sự ác liệt đã diễn ra, thu hút lực lượng dự bị của Nhật Bản và cố định sự chú ý của họ. Cuối tháng Hai, Sư đoàn 7 Ấn Độ, dẫn đầu cuộc tấn công của quân đoàn IV đánh chiếm các điểm vượt sông ở Nyaungu và Pagan ở gần Pakokku. Trong khi Lữ đoàn 28 Đông Phi giữ áp lực nghi binh ở Yenangyaung bở Tây sông Irrawaddy, Sư đoàn 17 Ấn Độ và Lữ đoàn thiết giáp 255 Ấn Độ vượt sông qua cứ điểm của Sư đoàn 7 và tiến về Meiktila.

### Meiktila
Trong mùa khô, miền Trung Miến Điện phần lớn là đồng bằng thoáng rộng với đất pha cát và ở đây có hệ thống đường sá tốt. Sư đoàn 17 Bộ binh cơ giới Ấn Độ và lữ đoàn thiết giáp có thể tiến nhanh chóng mà không gặp chướng ngại ở địa hình để ngỏ, điều này có vẻ làm cho các chỉ huy của Nhật bất ngờ với chiến thuật Chiến tranh chớp nhoáng này. Được yểm trợ bởi Lữ đoàn thứ ba của Sư đoàn 17 mà đã đánh chiếm một bãi đáp, Đồng Minh tấn công Meiktila từ ngày 1 tháng Ba và chiếm được thành phố sau 4 ngày, cho dù quân Nhật chống trả cho đến người cuối cùng.
Quân cứu viện của Nhật đến quá muộn để giải vây cho Meiktila nhưng họ tiến hành bao vây thành phố trong nỗ lực đánh chiếm lại và tiêu diệt Sư đoàn 17 Ấn Độ. Tuy nhiên do quân Nhật thua kém về số lượng nên cố gắng của họ trở nên không hiệu quả. Sở chỉ huy Tập đoàn quân 33 Nhật Bản (được mang danh hiệu là Tập đoàn quân của trận chiến khốc liệt) được chỉ định nhiệm vụ chỉ huy ở mặt trận quan trọng này, nhưng họ không thể chỉ đạo được hiệu quả. Trong khi Nhật phản công, Sư đoàn 17 Ấn Độ được tiếp viện bởi một lữ đoàn của Sư đoàn 5 Ấn Độ đổ bộ bằng đường không. Xe tăng và bộ binh của Anh tiến đến phá vây Meiktila để phá vỡ sự tập trung binh lực của Nhật và đến cuối tháng Ba quân Nhật hứng chịu thiệt hại nặng nề và mất hầu hết pháo và súng diệt tăng. Nhật phải ngừng lại cuộc tấn công và rút về Pyawbwe.
Trong khi chiến sự ở Meiktila diễn ra, Sư đoàn 7 Ấn Độ, được yểm hộ bởi một Lữ đoàn bộ binh cơ giới của Sư đoàn 5 Ấn Độ, đánh chiếm cứ điểm của Nhật bên sông Irrawaddy và cảng sông quan trọng tại Myingyan và khai thông đường tiếp vận tới Meiktila.

### Mandalay

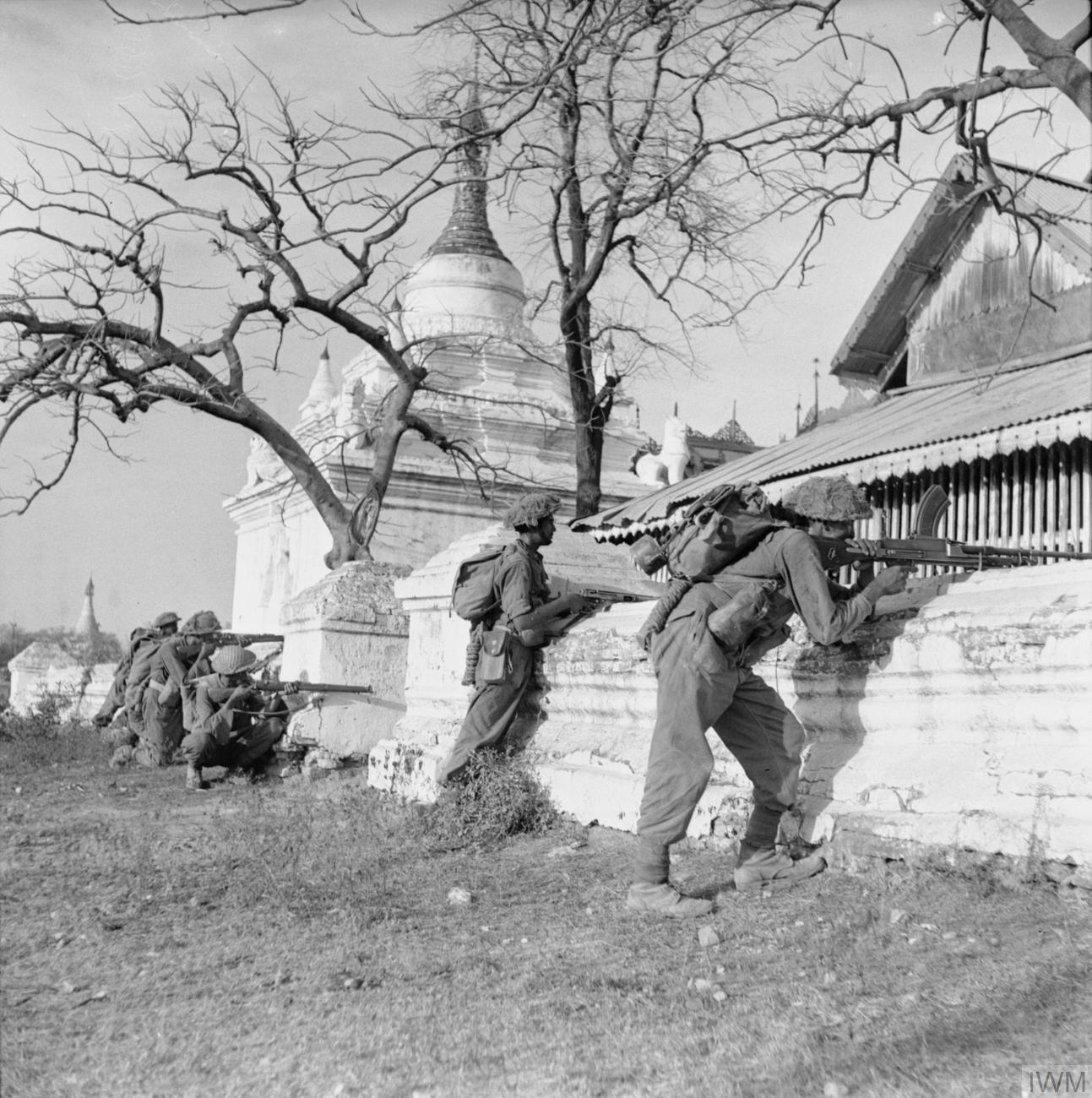
Binh lính thuộc Sư đoàn 19 Ấn Độ ở Mandalay

Trong khi quân Nhật bị phân tâm bởi các sự kiện ở Meiktila, Quân đoàn XXXIII tái thực hiện cuộc tấn công nhằm vào Mandalay. Sư đoàn 19 Ấn Độ đánh chiếm phần lớn thành phố vào ngày 20 tháng Ba, trong khi Nhật Bản giữ Cung điện Mandalay cho tới một tuần sau. Trong trận đánh, nhiều khu vực lịch sử và văn hoá của Mandalay, bao gồm cả cung điện hoàng gia cũ, bị tiêu huỷ thành bình địa. Rất nhiều thứ đã bị đánh mất do quyết định giữ chỗ đứng trong thành phố đến cùng của người Nhật. Các lực lượng khác của Quân đoàn XXXIII tiến công cùng lúc từ những vị trí mới chiếm được băng qua sông Irrawaddy. Tập đoàn quân 15 của Nhật bị chia nhỏ xuống thành nhiều toán lẻ tẻ rút về phía Nam và phía Đông đến bang Shan. Sau sự kiện Mandalay và Maymyo ở phía Đông rơi vào tay Đồng Minh, tuyến đường của Nhật nối với Mặt trận miền Bắc Miến Điện bị cắt đứt và tuyến đường của Đồng Minh nối Ấn Độ và Trung Quốc cuối cùng cũng được củng cố chắc chắn, mặc dù điều này là quá muộn để làm thay đổi cục diện chiến tranh trên chiến trường Trung Hoa.
Việc Mandalay thất thủ thúc đẩy việc Quân đội Quốc gia Miến Điện thay đổi chiến tuyến và cuộc nổi dậy mở rộng chống Nhật từ các tổ chức bí mật thuộc Liên đoàn Nhân dân chống Phát xít. Trong tuần cuối cùng của tháng Ba, Aung San, Tổng tư lệnh của Quân đội Quốc gia Miến Điện xuất hiện trước công chúng trong bộ trang phục truyền thống Miến Điện thay vì đồng phục của Nhật Bản. Một thời gian ngắn sau đó, phần lớn lực lượng của Quân đội Quốc gia Miến Điện diễu hành ở Rangoon sau đó tiến ra khỏi thành phố như thể họ ra mặt trận ở Miền Trung Miến Điện. Sau đó họ nổi dậy chống Nhật từ ngày 27 tháng Ba.

## Chạy đua tới Rangoon

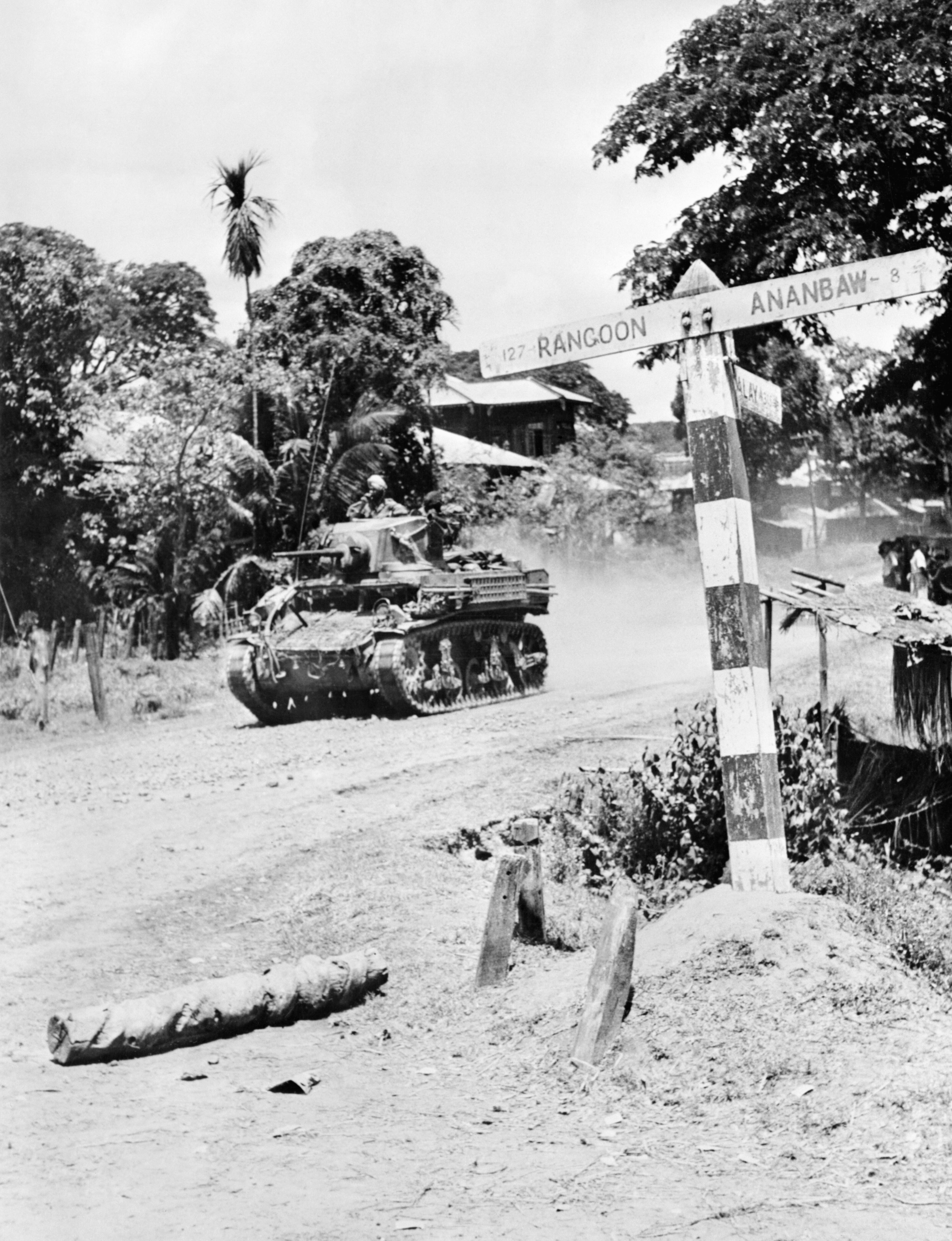
Xe tăng M3 Stuart của một trung đoàn Ấn Độ trên đường đến Rangoon

Mặc dù Đồng Minh đã tiến công thành công vào miền Trung Miến Điện, việc đánh chiếm Rangoon trước khi mưa gió mùa trở lại vẫn là điều quan trọng. Con đường bộ được nâng cấp tạm thời từ Ấn Độ sang có thể bị phá hủy dưới mưa lớn, điều này cũng làm tước đi các chuyến bay và làm giảm lượng hàng tiếp tế bằng đường không. Hơn nữa, Bộ Tư lệnh Đông Nam Á được thông báo rằng nhiều máy bay vận tải Hoa Kỳ được chỉ định cho mặt trận sẽ rút lui muộn nhất là đến tháng Sáu. Việc sử dụng Rangoon là cần thiết để thỏa mãn nhu cầu của đại bộ phận lực lượng quân đội và lương thực cho dân chúng ở vùng được giải phóng.
Sư đoàn 2 và Sư đoàn 36 của Anh quốc, cả hai đều đã suy giảm sức mạnh và không dễ dàng được tiếp viện, rút về Ấn Độ để giảm bớt lượng cầu. (Sư đoàn 36 đã trao đổi các tiểu đoàn Ấn Độ trong một trong các Lữ đoàn của nó với các tiểu đoàn đã suy kiệt Anh quốc trong Sư đoàn 20 Ấn Độ). Quân đoàn XXXIII Ấn Độ, bao gồm Sư đoàn 7 Ấn Độ và Sư đoàn 20 Ấn Độ, được điều vào cuộc tấn công thứ hai của Tập đoàn quân 14 xuống thung lũng sông Irrawaddy, đối đầu với Tập đoàn quân 28 Nhật Bản. Trong lúc đó, Quân đoàn IV, bao gồm Sư đoàn 5, 17 và 19 Ấn Độ phụ trách cuộc tấn công chính xuống thung lũng sông Sittang.
Sư đoàn 17 Ấn Độ và Lữ đoàn thiết giáp 255 bắt đầu cuộc tấn công của Quân đoàn IV bằng cuộc đột phá khắp các mặt của vị trí phòng ngự của tàn quân thuộc Tập đoàn quân 33 Nhật Bản ở Pyawbwe, trong khi một cánh quân gồm tăng và bộ binh cơ giới (biệt danh "Claudcol") cắt đường phía sau và tấn công và hậu quân của Nhật Bản.  Ban đầu cánh quân này bị ngăn chặn bởi tàn quân của Sư đoàn 49 Nhật Bản phòng ngự tại một ngôi làng, nhưng sau đó cánh quân Đồng Minh đã đi vòng để đánh bại tàn quân của Sư đoàn 53 Nhật Bản và tiêu diệt đến xe tăng cuối cùng của Trung đoàn Tăng 14 của Nhật. Sau đó họ quay lại theo hướng Bắc để tấn công Pyawbwe một mình, dự định tấn công Sở chỉ huy của tướng Honda nhưng không nhận ra được Sở chỉ huy ở đâu, thay vào đó họ đánh chiếm thị trấn.
Từ Pyawbwe, con đường tiến công dọc theo ngả đường chính tới Rangoon của Đồng minh vấp phải ít sự chống trả có tổ chức. Tại Pyinmana, thành phố và cầu đã bị Đồng Minh chiếm vào ngày 19 tháng Tư trước khi Nhật tổ chức cuộc phòng thủ. Trong khi tiến công, trinh sát của Đồng Minh phát hiện ra vị trí Sở chỉ huy của tướng Honda và họ quyết định tấn công bằng xe tăng và máy bay. Tướng Honda và các trợ lí của ông phải rút chạy vào ban đêm bằng chân và từ đó họ có quá ít phương tiện để chỉ huy tàn quân. 

Khẩu đội cối 76,2 mm của Anh yểm trợ Sư đoàn 19 Ấn Độ trên đường tấn công dọc đường Mawchi, phía Đông Toungoo

Một vài đơn vị của Tập đoàn quân 15 Nhật Bản được tái tổ chức ở bang Shan và được tiếp viện bởi Sư đoàn 56 Nhật Bản, vốn rút về từ Mặt trận phía Bắc. Đạo quân này được lệnh tiến về Toungoo để khóa con đường tới Rangoon nhưng cuộc nổi dậy của lực lượng dân tộc thiểu số Karen mà được tổ chức và trang bị bởi Lực lượng 136 làm trì hoãn quân Nhật đủ lâu để Sư đoàn 5 Ấn Độ tiếp cận thành phố trước vào ngày 23 tháng Tư. Quân Nhật chiếm lại thành phố đúng lúc Sư đoàn 5 Ấn Độ đi qua nhưng Sư đoàn 19 Ấn Độ, đi theo đơn vị dẫn đầu của Quân đoàn IV, chiếm lại thành phố lần nữa và đẩy lùi quân Nhật về phía Đông hướng về Mawchi.
Sư đoàn 17 Ấn Độ trở lại làm lực lượng dẫn đầu cuộc tấn công và gặp một lực lượng Nhật đang trấn giữ phía Bắc Pegu, 64 km về phía Bắc Rangoon vào ngày 25 tháng Tư. Lực lượng này là Lữ đoàn Hỗn hợp độc lập 105 mới thành lập bao gồm lính tiếp vận, lính hải quân và thậm chí là dân thường Nhật Bản ở Rangoon. Đội quân ô hợp này dùng mìn chống tăng chế từ bom của máy bay, súng máy phòng không và những cuộc tấn công tự sát để ngăn chặn Sư đoàn 17 Ấn Độ và đã phòng thủ Pegu cho đến ngày 30 tháng Tư, sau khi họ triệt thoái về vùng đồi phía Tây Pegu. Mùa mưa bắt đầu đúng lúc Sư đoàn 17 Ấn Độ tiếp tục tiến hành cuộc hành quân và lũ lụt đã làm chậm lại đơn vị này.

## Cuộc hành quân Dracula
Trong dự tính ban đầu của kế hoạch tái chiếm Miến Điện, Đồng Minh có ý muốn rằng Quân đoàn XV sẽ tiến hành cuộc đổ bộ mang mật danh Cuộc hành quân Dracula vào Rangoon từ một thời gian dài trước khi Tập đoàn quân 14 tiếp cận thủ đô Miến Điện, để làm giảm nhẹ vấn đề tiếp tế. Sự thiếu hụt tài nguyên khiến Kế hoạch Dracula bị trì hoãn rồi sau đó Kế hoạch được đặt ra là sẽ tiến hành ở đảo Phuket ngoài khơi Thái Lan.
Tướng William Slim lo lắng rằng người Nhật sẽ phòng thủ Rangoon cho đến người cuối cùng giữa mùa mưa, điều sẽ đẩy Tập đoàn quân 14 vào một thảm họa tiếp vận. Vào cuối tháng Ba, ông yêu cầu Kế hoạch Dracula phải được phục hồi trong một thông báo ngắn. Dù sao, tướng Kimura ra lệnh triệt thoái khỏi Rangoon từ ngày 22 tháng Tư. Nhiều binh lính rút qua đường biển, mặc dù các tàu khu trục Anh chỉ xác nhận vài chiếc tàu. Sở chỉ huy của Kimura và chính phủ của Ba Maw rút bằng đường bộ, đang được che chở bởi Lữ đoàn hỗn hợp 105 đang chiến đấu ở Pegu, tới Mawlamyine.
Vào ngày 1 tháng Năm, một tiểu đoàn dù Gurkha đổ bộ xuống Mũi Voi và tiêu diệt quân Nhật phòng thủ bờ biển tại cửa sông Rangoon. Sư đoàn 26 Ấn Độ đổ bộ vào ngày hôm sau khi mùa mưa bắt đầu và đánh chiếm Rangoon, tại đó chứng kiến sự lu bù của cướp bóc và vô luật lệ từ khi Nhật rút lui. Đơn vị tuyến đầu của Sư đoàn 17 và 26 Ấn Độ gặp nhau ở cách Rangoon 45 km về phía Bắc vào ngày 6 tháng Năm.

## Những cuộc hành quân cuối cùng
Theo sau cuộc đánh chiếm lại Rangoon, sở chỉ huy Tập đoàn quân 12, chỉ huy bởi Trung tướng Stopford, được thành lập từ Quân đoàn XXXIII Ấn Độ để chỉ đạo các lực lượng Đồng Minh còn ở lại Miến Điện, bao gồm cả quân đoàn IV.
Tàn quân của Phương diện quân Miến Điện của Nhật vẫn còn giữ kiểm soát đối với tỉnh cực Nam Tenasserim. Tập đoàn quân 28 của Nhật Bản, mà rút lui từ Arakan và kháng cự không thành công trước quân đoàn XXXIII ở thung lũng Irrawaddy; và Lữ đoàn độc lập 105; bị chặn đứng ở dãy Pegu, một dãy đồi thấp được che phủ bởi rừng nhiệt đới nằm giữa sông Irrawaddy và sông Sittang. Họ quyết định phá vây và tái hợp với Phương diện quân Miến Điện. Để che chở cho cuộc phá vây này, Kimura ra lệnh cho Tập đoàn quân 33 của Honda tiến hành đánh nghi binh qua sông Sittang, mặc dù cả tập đoàn quân lúc này chỉ tập hợp được vừa đủ lực lượng của một trung đoàn. Vào ngày 3 tháng Bảy, quân của Honda tấn công vào vị trí của Anh quốc trên "Chỗ cong Sittang"
Honda, bị gây áp lực bởi Kimura và trợ lí trưởng của ông ta, Tanaka, đã tấn công quá sớm. Tập đoàn quân 28 của Sakurai chưa sẵn sàng cho cuộc phá vây cho đến ngày 17 tháng Bảy. Cuộc phá vây trở thành một thảm hoạ. Người Anh đã thu được bản kế hoạch của Nhật từ một sĩ quan chết khi tiến hành cuộc thăm dò cuối cùng, và đã bố trí mai phục và hoả lực pháo binh ở những con đường quân Nhật có thể sử dụng. Quân Nhật bị tổn thất gần 10000 người, một nửa lực lượng của Tập đoàn quân 28. Một vài đơn vị của lữ đoàn độc lập 105 bị quét sạch gần như hoàn toàn. Thiệt hại của Đồng Minh trong trận đánh này là rất nhỏ.
Sau trận đánh ở Sittang, Tập đoàn quân 14 (giờ nằm dưới quyền Trung tướng Miles Dempsey) và quân đoàn XV trở lại Ấn Độ để chuẩn bị cho giai đoạn tiếp theo của chiến dịch tái chiếm Đông Nam Á. Một quân đoàn mới, quân đoàn XXXIV của Trung tướng Ouvry Lindfield Roberts được thành lập và điều động vào Tập đoàn quân 14 cho các chiến dịch tiếp theo.
Đồng Minh dự tính sẽ đổ bộ vào bờ biển phía Tây bán đảo Mã Lai, dưới mật danh Chiến dịch Zipper, tuy nhiên 2 vụ nổ bom nguyên tử đã khiến chiến dịch bị huỷ, nhưng Chiến dịch Zipper vẫn được nhận xét trong thời hậu chiến là kế hoạch mau lẹ nhất để đưa quân đội tới tái chiếm Mã Lai.

## Lược đồ

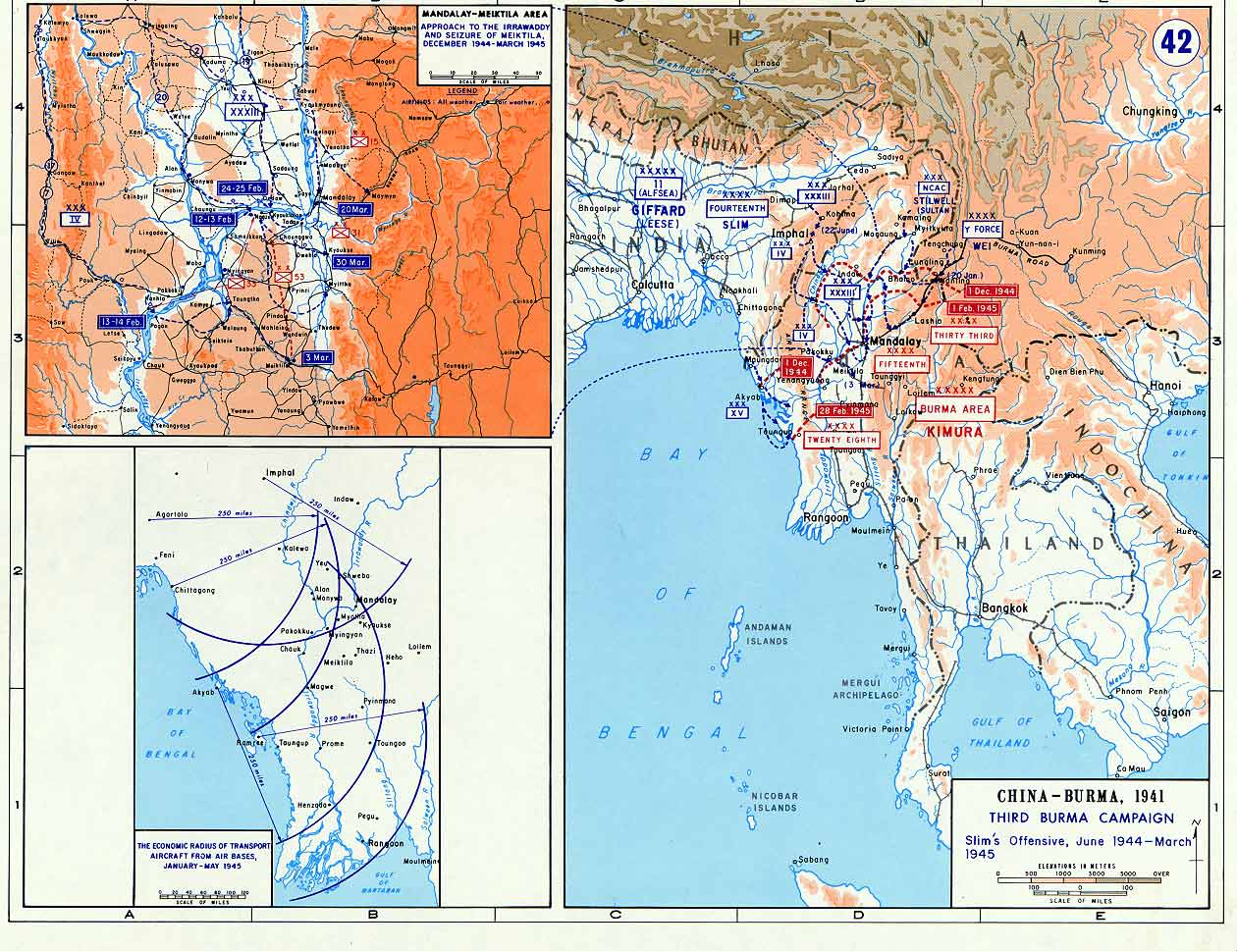
Mặt trận Miến Điện, tháng Sáu 1944 – tháng Tư 1945
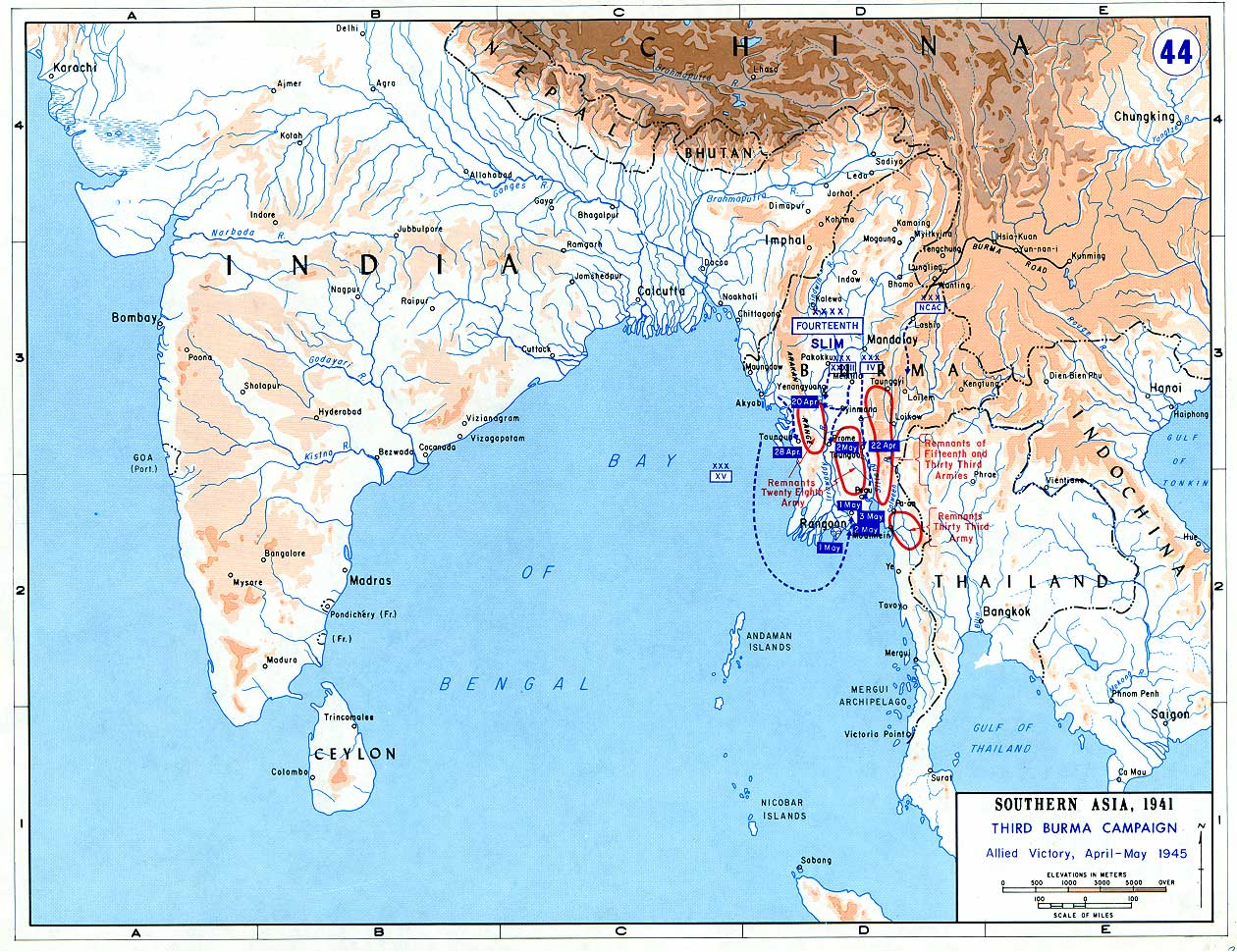
Mặt trận Miến Điện, tháng Tư - Năm 1945